# Кур (герб)

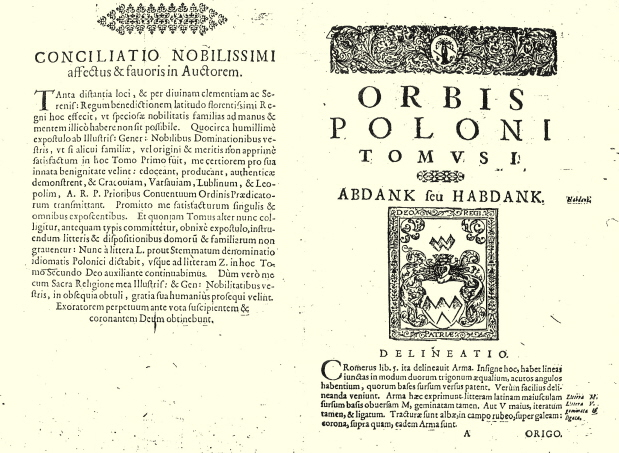
Orbis Polonus... Симона Окольського (1642). У першому томі є опис і легенда про герб Кур

Кур (пол. Kur, Kur Biały, Kokot) – шляхетський герб, що виник за періоду правління Ягеллонів.
Згадується з імені та ілюструється в: 1584 року в книзі Герби Лицарства Польського Бартоша Папроцького, пізніше 1641 року в книзі Orbis Polonus splendoribus coeli, triumphis mundi, pulchritudine animantium condecoratus, in quo antiqua Sarmatorum gentiliata pervetusta nobilitatis insignia etc. specificantur et relucent Шимона Окольського, що була видана в Кракові.
За цими авторами згадується і графічно зображується у більш пізніх унікальних матеріалах, таких як: * Герби Королівства Польського Івана Олександра Ґоржини... від 1658 року, * в Kleynoty abo herby państwa y rycerstwa powiatow y miast głownych Korony Polskiey y W. X. L. według obiecadła dla pamięci łacnieysey polozone, що вийшла в Кракові, в 1630 року, де було зазначено дату нобілітації – 1496, * в книзі Петра Наленч-Малаховського  Збірник Прізвищ Шляхти, виданої у Любліні 1805 року.
Герб використовувався раніше на польських землях під альтернативним назвою "Кокоти (Kokoty)", про це свідчать печатки на судових документах, підписаному Шибаном фон Дер (від Diera in Meiß) - судовим суддею 1287-1311 при дворі Генріха III, герцога глогувського, що помилково ототожнюється з гербом Гриф – каштеляна Свіни, наданим Францішеку Пікосинському в цитованих документах від 1300 року.
Найвідомішим представником роду, який користувався гербом Кур, був Микола Кічка   архідиякон Гнєзнинський – доктор указів і довірений представник короля Владислава Ягайла в процесі встановлення кордону між Польщею і Тевтонським орденом.

## Історичний опис герб Кур
Опис за словами Шимона Окольського з "Orbis Polonus splendoribus coeli ..." – (тому. 1, fol. 508), повторений потім за Каспера Насецького в "Гербовнику Польщі":Білий півень у червоному полі в похиленому вправо тарчі.
Powinien być Kogut biały w czerwonem polu w prawą tarczy obrócony
Опис за словами Петра Наленч-Малаховського в "Zbiór Nazwisk Szlachty z Opisem Herbów własnych Familiom zostającym w Królestwie Polskim i Wielkim Xięstwie Litewskim", що був виданий у Любліні в 1805, с. 667:
У червоному полі білий півень, що стоїть у правильному щиті. Над шоломом лише корона. За Яна Ольбрехта Кур дали в 1496 року.
W polu czerwonym Kogut biały stoiący w prawą tarczy obrócony. Nad Hełmem tylko Korona. Od Jana Albrychta Kurkom nadany w Roku 1496

## Сучасний опис герба Кур
Згідно з правилами сучасного блазонування:
У червоному полі срібний півень в право із золотими зброєю, гребенем і підборіддям на зеленій траві. Над шоломом геральдична корона, а над нею поміщений клейнод у вигляді півня з герба, але з розпростертими крилами.
Намет червоний, підбитий сріблом.

## Генеза герба

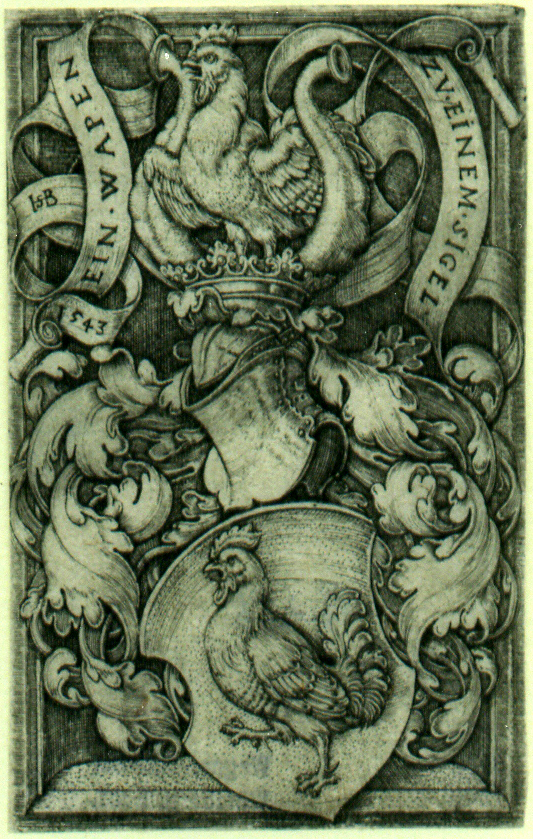
Зображення герба невідомої сім'ї з Куром як емблеми від 1543 року (Sebalda Behama)

Герб Кур разом зі своїм девізом з'являється у польській геральдиці 1496 року. Найбільш ранні згадки, що підтверджують його графічну форму, але без ідентифікації гасла, приходять від 1300 року.
У книзі Колекція врізвища шляхти Петра Наленч-Малаховського, знаходиться замітка про присвоєння цього герба 1496 року родині Курків від польського короля Яна Ольбрахта. Ця дата збігається з ухваленням через монарха Пйотркувського статуту і прийняттям зобов'язань ленних до короля від мазовецького князя Конрада III Рудого, що разом із запровадженням королівського арбітражу між князем і мазовецьким шляхетством практично прирівнювало права мазовевої знаті до коронної. Це збіг дат вказує на те, що ми швидше маємо справу з підтвердженням і збагаченням нових, колишніх привілеїв шляхетської родини Курків, а також з включенням герб Кур для канону польської геральдики, а не актом нобілітації і створення цього герба, який відомий раніше під назвою "Кокоти" і з'являється в записках суду щодо Миколи Кічки 1426 року – про що згадує Францішек пекосинський у своїй праці Геральдика польська середніх віків.
Досить пізня поява герба Кур у польській геральдиці можна пояснити і тим, що на території Мазовії герби у відповідності з європейським дизайном і традиції формувалися від XV до середини XVI століття, а значить, довше, ніж у інших землях Королівства Польського.
В Європі цей символ відомий вже з давніх часів, і походить, зокрема, з Італії, де він відомий під ім'ям Галло, звідки він прийшов до: Франції, Іспанії, Німеччини, Нідерландів, Шотландії та Польщі.

## Символіка герба Кур
Півень, який є емблемою герба має своє символічне значення, як і колір гербового щита. Набір якостей, приписуваних цьому птахові вписується як в канон традиції символів християнських, так і язичницьких. В обох цих релігіях культурні особливості, що характеризують півня сходяться. Звідси в геральдиці, яка з'єднує і пов'язує між собою обидві ці системи, півень визначає такі цінності: мужність, хоробрість і пильність, а червоний-колір поля: енергія, ентузіазм, гнів, мужність, а також кров. В гербі Кур там теж є золото колір – (дзьоб, гребінь та кігті), який позначає: багатство і внутрішні скарби душі.
У стародавній Греції півень разом із совою вважався символічним птахом богині Афіни і неодноразово поміщався на щитах гоплітів.

## Легенда герба
З гербом Кур пов'язана легенда. Вона свідчить, що він був дарований лицареві в знак визнання його заслуг з порятунку королівського табору. Саме завдяки пильності цього лицаря в нічний час та його відповідальному ставленню, вдалося залозі табору відбити несподіваний напад ворога. Так, було порятовано і правителя, і весь табір від загибелі.
Легенду через книгу Шимона Окольського Orbis Polonus Splendoribus Coeli... від 1641–1643 року запозичує до свого Гербовника Польщі Каспер несецький.

## Роди

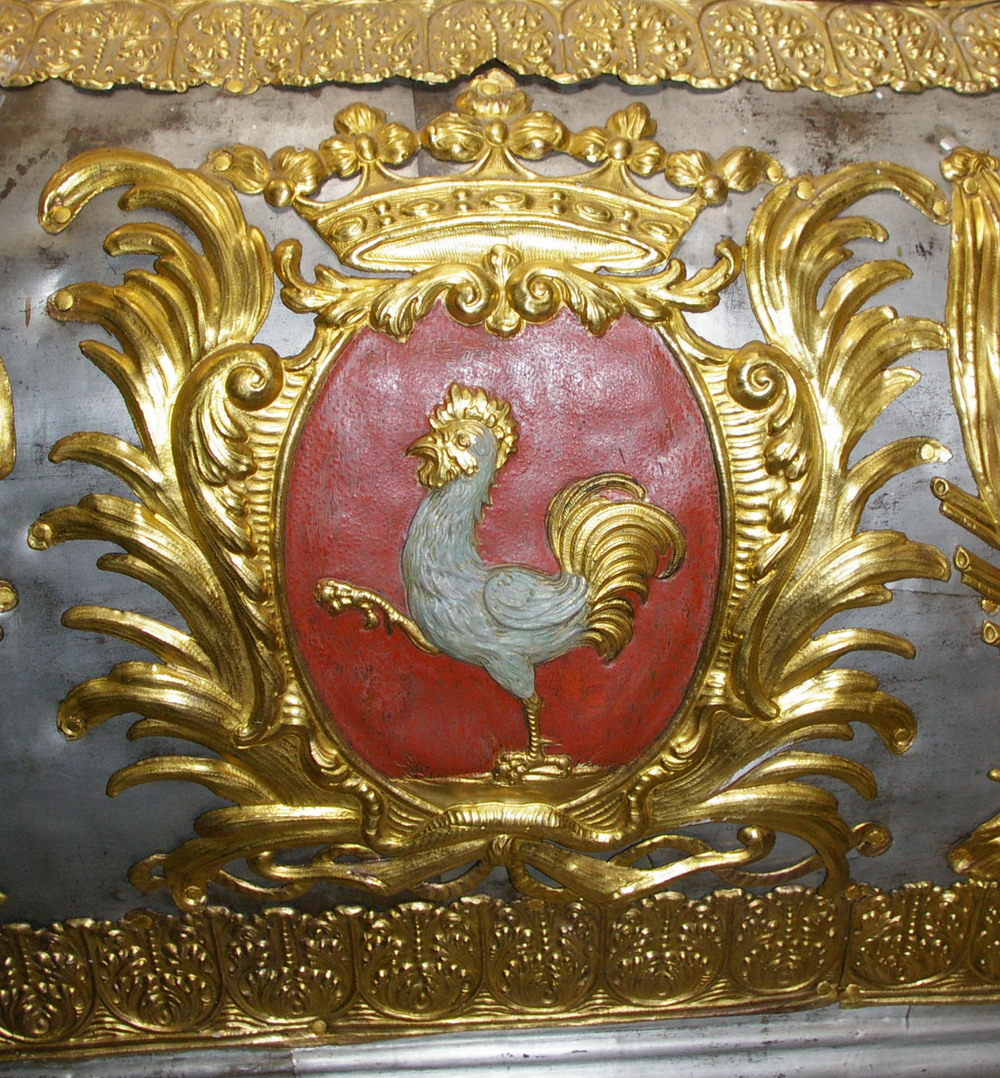
Герб Кур на саркофазі Генріха Подевілса з каплиці в місті Коло в західно-поморському воєводстві.

Більшість сімей, які користуються гербом Кур прождивали в Мазовії, в округах: остролецькому, воломінському, колишньому станіславовському, і в східній частині Великого Князівства Литовського у Мстиславському воєводстві. Сім'ї, що мають загальний корінь прізвища такі: Кур (Kur), Курек (Kurek), Курські (Kurski), Куржевські (Kurzewski), Курак (Kurak), Кураковські (Kurakowski), Куровські (Kurowski), Куржецькі (Kurzecki), Куржуки (Kurzyk), Куржини (Kurzyna). Більшість з цих сімей, а також має спілдьне генеологічне походження – родом від одного предка, який відомий на Мазовії у XII столітті під ім'ям Кур. У фундаментальній для генеалогії  праці на тему походження польських прізвищ – Nazwiska Polskie Яна Станіслава Бистрона, обговорюється, зокрема, генезис перерахованих вище прізвищ від назви герба Кур. Гербом Кур, окрім того, володіли: Каршенсци (Karszeńscy) в Каршайнцях, Городинсци (Horodyńscy), Босовсци (Bosowscy), Шапровсци (Szaprowscy) і Кокотові (Kokotowie) .
Згадані також у Адама Бонецького Казимєржци (Kazimierscy).
Під час засідання сейму 1683 рок у, Франциск граф фон Опперсдорф отримав індигенат на польське шляхетство разом з гербом Кур. Він отримав нагороду за заслуги під час війни зі шведами, яка велася за правління короля Яна II Казимира: граф Франциск фон Опперсдорф дав в своєму замку притулок польському королю і його дружині Марії з 17 жовтня по 18 грудня 1655 року.

## Посвідчення дворянства в Герольдії Царства Польського
Перед падінням листопадового повстання, комітет з надання шляхетства, підтверджує державні привілеї 1854 р. на герб Кур Йоахіма Юзефа Кураковського - сина Володислава, який прибув з остроленкського повіту .
Згідно книзі Родини гербів Ппольського шляхетства, Северина Уруського – сім'я Кураковських використовувала раніше прізвище Кур, а зміна первісної форми цього імені була зроблена в кінці XVII століття.

## Найстаріший документ
Самим раннім документом, в якому з'являється гербове ім'я прабатька роду Курів, пергамент , що підтверджує придбання мазовецькою села під назвою Дояздово від 1239 року. Зі змісту документа випливає, що лицар, що носить ім'я Кур входить шляхом купівлі-продажу в спадкове володіння села під назвою Дояздово, що продане йому Мимрідом сином Ніогнєва, за згодою родичів. Цей документ завірений печаткою князя мазовецького і сандомирського Болеслава І .

## Додаткова інформація

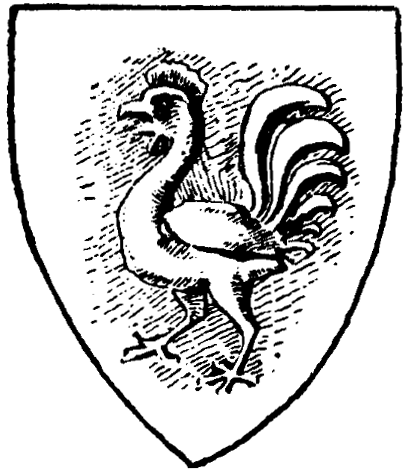
Печатка від 1300 р., на судових документах сім'ї Силезьких Тадлерів. Францишек Пекосинський Геральдика польського середньовіччя.
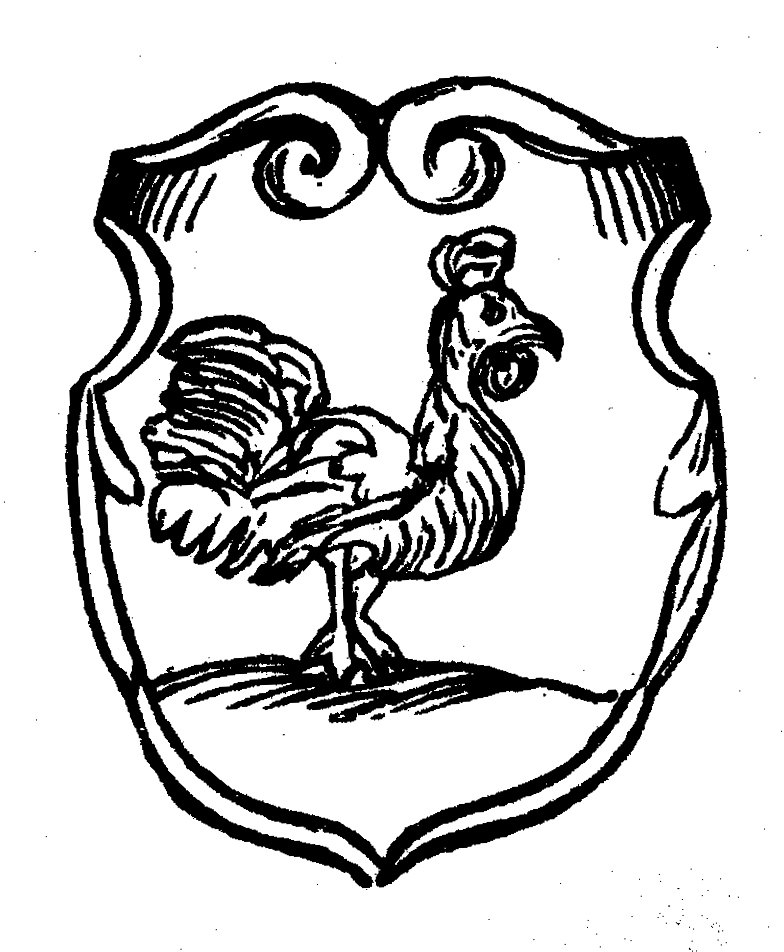
Герб "Білий Кур" - Герби польського лицарства Бартоша Папроцького від 1584 року.
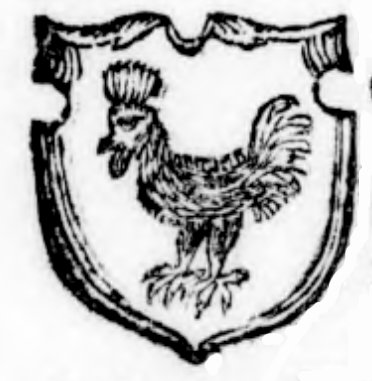
Герб "Білий Кур" - Kleynoty abo herby państwa y rycerstwa powiatow y miast głownych Korony Polskiey y W. X. L. według obiecadła dla pamięci łacnieyszey położone. Краків - 1630 рік
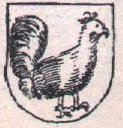
Герб "Білий Кур" - за описом М. Бєльського - Herby Polskie. Познань - 1705 рік
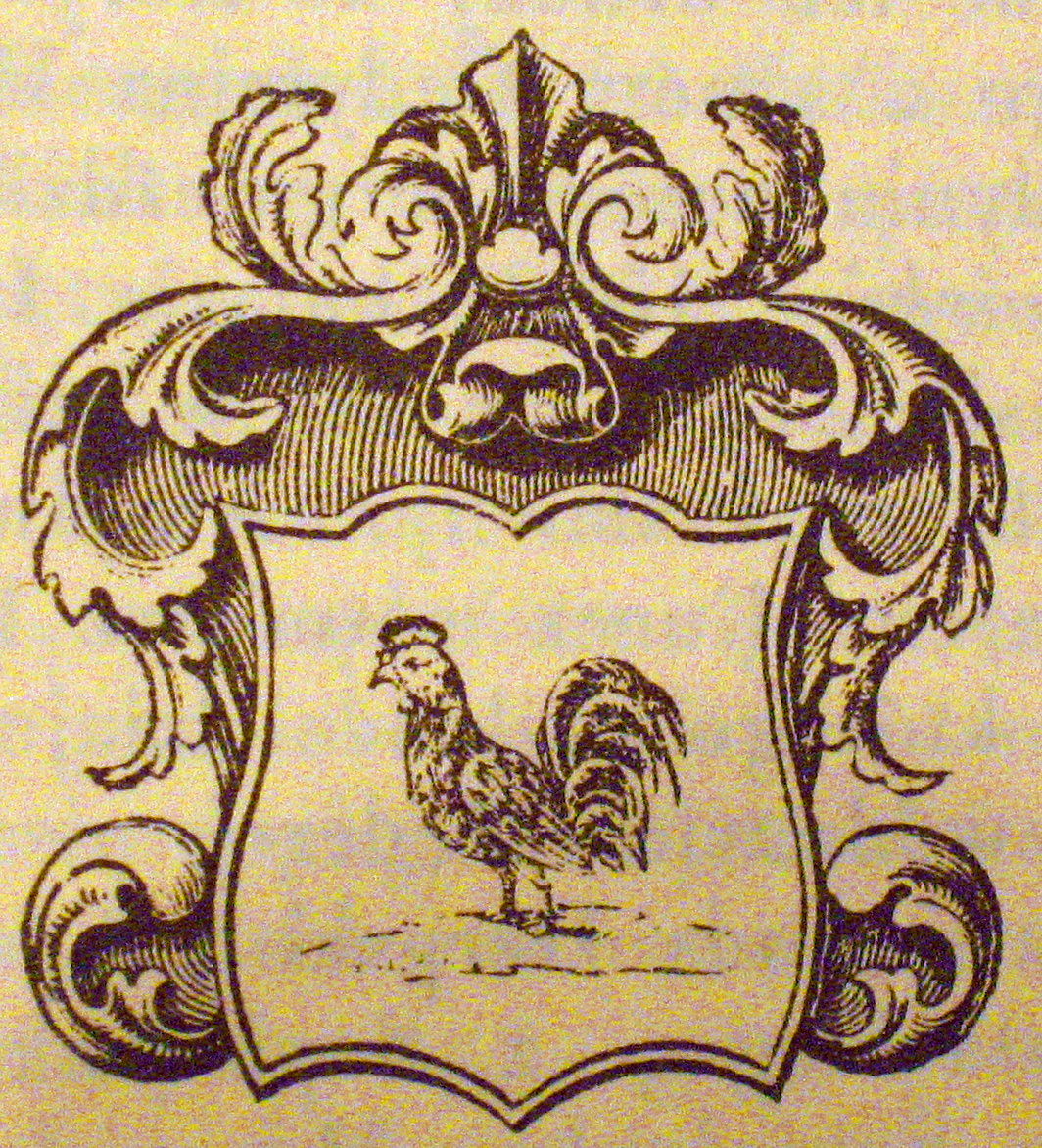
Герб "Білий Кур" - Herbarza Polski Каспара насецького від 1839-1846

У книзі Геральдика Польща Середніх Віків, автор Франциск Пекосінський, виданій у Кракові 1899 року,
зустрінемо опис герба з емблемою, що зображає півня.
Документи, на які посилається автор, згадують бернардина Галла з Ядро – куратора соборної площі і офіціала краківського з XVI століття, гербом якого був саме "Кур Білий" – про нього і про його гербі також згадує Бартош Папроцький в книзі  Герби лицарства Польського, виданій у Кракові в 1584, де сказано, що в місті головним Кракові, в замку під епітафією чоловіка гідного, що помер у 1517 році бернардина з Далмації, цей герб був поміщений.
Герб Кур, як один із 271 польських гербів був поглининий російською геральдикою. Його отримала сім'я, яка носить прізвище Ростопчин  .

## Заслужені діячі
- Микола Кічка – протодиякон гнєзнинський – завдяки його знанням з права, що були здобуті під час навчання і роботи ректором в Падуанському університеті, польській делегації під головуванням примаса Польщі Миколай Тромби вдалося отримати вигідні рішення в питанні розмежування лінії кордону між Польщею і землями тевтонського ордену.
- Єгор Куровський – каштелян зарновський – він був надійним соратником Яна Кміти – краківського старости; прабатько магната сім'ї Куровських, починаючи від 1396 року, використовує герб Шренява; батько Миколи Куровського – канцлера великого коронного і архієпископа гнєзно і Петра Куровського – люблінського каштеляна.
- Станіслав Кур – католицький священик, біблійний вчений, апостольський протонотар.

## Різновиди

Герб Ростопчиних

В польській геральдиці зустрічаємо кілька різновидів, в яких як елемент герба і клейноду є півень. Це герби знатні таких гасел або прізвищ: Чолчовські (Chołchowski), Чотинські (Chotyński), Дзібоні (Dziboni), Епзелвітци (Epselwitz), Фальк-Регульські ( Falk-Regulski), Ґалло (Gallo), Хани (Hahn), барони фон Хани (von Hahn), фон Ханненфельди (von Hahnenfelddt), фон Ханненбоми (von Hahnenbohm) (Inflanty), Генінг III (Hening III), Кур II (Kur ІІ), Радеслави (Radęsław), Рипи (Ryp), Салмори (Salmour), Володковичі (Wołodkowicz), Волотковські (Wołotkowski).
З цих різновидів, тільки Кур II, безсумнівно, є варіацією герба Кур. Що ж стосується інших гербів, то щодо їх можливві взаємні кореляції що досліджуються.
Єдиний аристократичний варіант герба Кур є у російського політика, віце-консула Росії (1799-1801) – Федора Ростопчина, який 1799 року отримав звання графа разом з відповідним посвідченням про надання царем Павлом І сім'ї Ростопчинів герба Кур.

## Емблеми територіальні незважаючи на шляхетський гербі
Герб "Кур Білий" став джерелом натхнення для кількох польських територіальних гербів; його вплив зазначено у графіці міських гербів: Куріва, Курозвеку, Олави, та Олавського повіту.

Міський герб Олаву
Герб Олавського округу
Герб села Курозвеку
Герб муніципалітету Курів

## Зовнішні посилання
- Герб Курей в Гербовника з електронним управлінням – Trees.pl
- Генеалогія династична – Герб Курей
- Герб Курей і список імен в електронній версії Herbarza польського  [Архівовано 6 березня 2016 у Wayback Machine.]Тадеуша Gajla
- Півень як емблема герба у польській геральдиці за ілюстрації Тадеуша Gajla  [Архівовано 9 березня 2016 у Wayback Machine.],  [Архівовано 8 березня 2016 у Wayback Machine.]